# 残骸 (BUCK-TICKの曲)
「残骸」（ざんがい）は、日本のロックバンド、BUCK-TICKの20枚目のシングルである。2003年1月8日発売。発売元はBMG JAPAN。

## 概要
9thシングル「鼓動」以来、約8年ぶりにオリコンチャート・トップ10入りをはたした。初回盤のみエンハンスドCD仕様で、「Baby,I want you」のライブ映像が収録されている。ジャケットイラストはD[diː]が手がけており、PV監督は大坪草次郎。

## 収録曲
1. 残骸 (3:52)
  - 作詞：櫻井敦司、作曲：今井寿、編曲：BUCK-TICK

テレビ朝日『ビートたけしのTVタックル』エンディングテーマ
2. GIRL (4:25)
  - 作詞・作曲：今井寿、編曲：BUCK-TICK

## 参加ミュージシャン
- 櫻井敦司 - ボーカル
- 今井寿 - ギター、ノイズ
- 星野英彦 - ギター
- 樋口豊 - ベース
- ヤガミトール - ドラムス

### サポートミュージシャン
- 横山和俊 - マニピュレート、キーボード、ノイズ

## 収録アルバム
- 『Mona Lisa OVERDRIVE』(#1・2)（いずれもアルバム・ヴァージョン）
- 『at the night side』(#1・2)
- 『CATALOGUE 2005』(#1・2)
- 『CATALOGUE ARIOLA 00-10』(#1)
- 『CATALOGUE THE BEST 35th anniv. 』(#2)